# Никита Симонян
Ники́та Па́влович Симоня́н (на арменски: Նիկիտա Մկրտիչ Սիմոնյան), с рождено име Мкртич Погосович Симонян (на арменски: Մկրտիչ Պողոսի Սիմոնյան), е съветски футболист, треньор и съветски и руски футболен функционер, първи вицепрезидент на РФС. Заслужил майстор на спорта на СССР (1954). Заслужил треньор на РСФСР (1968). Заслужил треньор на СССР (1970). Кавалер на ордена „За заслуги пред Отечеството“.
Голмайстор №1 на Спартак (Москва) със 160 гола и голмайстор №1 за отбора в шампионата със 133 гола.

## Успехи като футболист
- В Шампионата на СССР – 285 мача, 145 гола
- Шампион на СССР (4): 1952, 1953, 1956, 1958
- Носител на Купата на СССР (2): 1950, 1958
- Голмайстор в Шампионата на СССР: 1949 – (26 гола), 1950 – (34 гола), 1953 – (14 гола)
- За СССР изиграва 20 мача, и бележи 10 гола
- Член на клуба на голмайсторите „Григорий Федотов“: 5-о място със 183 гола във вечната ранглиста
- Олимпийски шампион: 1956
- Участник на Световното първенство: 1958
- В списъка на 33-та най-добри футболисти за сезона в СССР (8): 2 пъти – № 1 (1949, 1953), 4 пъти – № 2 (1950, 1956, 1957, 1958), 2 пъти – № 3 (1951, 1952)

## Успехи като треньор
Спартак (Москва):
- Шампион на Шампион на СССР (2): 1962 и 1969
- Купа на СССР (3): 1963, 1965, 1971

Арарат (Ереван)
- Шампион на СССР (1): 1973
- Купа на СССР (1): 1973
- Работил на отговорни постове във: Федерация по футбол на СССР, Спортен комитет на СССР, Руски футболен съюз

## Награди
- Кавалер на Олимпийския орден на МОК
- Кавалер на ордена на ФИФА „За заслуги“
- Орден „Трудовое Красное Знамя“
- Орден „Знак Почёта“
- Орден на „Дружбата“
- Орден „За заслуги пред Отечеството“ – III степен
- Орден „За заслуги пред Отечеството“ – IV степен
- Заслужил майстор на спорта на СССР: (1954)
- Заслужил треньор на РСФСР: (1968)
- Заслужил треньор на СССР (1970)